# Pio Viazzi
Pio Viazzi (Gavi, 16 marzo 1868 – 22 ottobre 1914) è stato un politico, filosofo e giurista italiano.

## Biografia
Apprezzato teorico e studioso di diritto, nel 1905 fu eletto per i repubblicani alla Camera dei deputati per il collegio di Grosseto, subentrando ad Ettore Socci e battendo il candidato dei radicali Angelo Banti. Viazzi rimase in Parlamento per due legislature (XXII, XXIII), e nel 1913 gli succedette il socialista Giovanni Merloni.